# Арефино (Новгородская область)
Арефино — деревня в составе Трегубовского сельского поселения Чудовского района Новгородской области России.

## История
Согласно «Списку населенных мест и сведений о селениях Новгородской губернии» в 1884 году деревня относилась к Коломенской волости Новгородского уезда Новгородской губернии.
Согласно «Списку населенных мест Новгородской губернии» в 1907 году деревня относилась к Спасско-Полистьской волости Новгородского уезда Новгородской губернии, в ней проживало 210 человек.